# Jean-Baptiste Verchère de Reffye
Jean-Baptiste Verchère de Reffye, francoski general in inženir, * 30. julij 1821, † 6. december 1880.